# Pedana (meccanica)

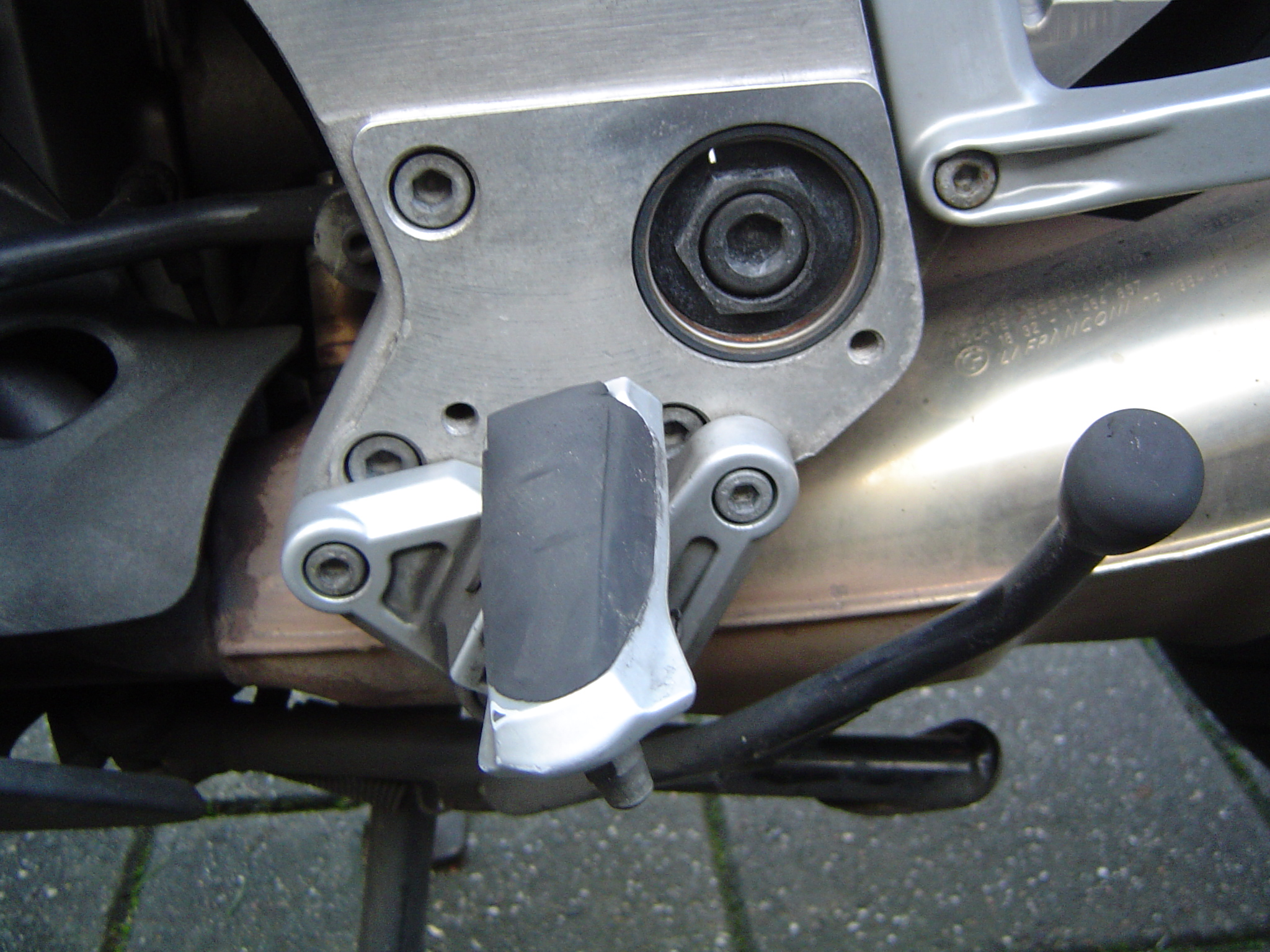
Pedana

Le pedane sono componenti della motocicletta, che insieme al manubrio o ai semimanubri permettono la guida e il controllo del mezzo.

## Funzione
Le pedane possono avere funzione di sostegno e postura, ma possono anche permettere di stare in posizione eretta, come nel tipico caso degli sport da fuoristrada e in particolar modo nel trial

## Descrizione
La pedana può avere forme diverse a seconda del tipo di moto, ma in genere si tratta di un supporto perpendicolare al telaio e ad esso collegato mediante l'attacco o pipa.

## Materiali
Per la realizzazione si possono utilizzare vari materiali:
- Titanio, è impiegato in ambito racing;
- Acciaio, è generalmente usato su moto da fuoristrada;
- Alluminio, è generalmente usato su moto stradali.

## Accorgimenti
Per migliorare la funzionalità o comodità si ha:
- Distanziatore, elemento che permette il fissaggio della pedana a diverse distanze dal telaio, generalmente per determinare l'arretramento o avanzamento delle stesse;
- Antiscivolo sistema praticamente presente in tutte le pedane e che può essere realizzato mediante materiale plastico, o tramite la zigrinatura della stessa o la creazione di veri e propri denti.